# Épsilon Normae
Épsilon Normae (ε Nor / HD 147971) es un sistema estelar situado en la constelación de Norma.
De magnitud aparente +4,52, es el segundo más brillante en la constelación después de γ2 Normae.
Se encuentra, de acuerdo a la nueva reducción de los datos de paralaje de Hipparcos, a 530 años luz del sistema solar.
La estrella principal de Épsilon Normae es una estrella de la secuencia principal blanco-azulada de tipo espectral B4V o B3V.
Con una temperatura superficial de 18.700 K, su luminosidad bolométrica —en todo el espectro electromagnético— es 2384 veces superior a la del Sol.
Gira sobre sí misma con una velocidad de rotación proyectada de 165 km/s.
Tiene una masa estimada de 6,4 - 6,9 masas solares —aunque otra fuente le asigna un valor superior de 8,7 masas solares—, siendo la edad aproximada del sistema 50 millones de años.
Épsilon Normae constituye un sistema estelar triple.
En primera instancia, es una binaria espectroscópica con un período orbital de 3,2617 días. 
Se estima que la masa de esta compañera estelar puede ser 3,8 veces mayor que la del Sol.
La excentricidad de su órbita es ε = 0,13.
Completa el sistema una tercera estrella (HD 147970) cuya separación visual respecto a la binaria es de 22,8 segundos de arco.
De tipo espectral B9V, su masa es 3,8 veces mayor que la del Sol.
Emplea más de 100.000 años en completar una órbita.